# البرلمان الجزائري
يمثل البرلمان السلطة التشريعية في الجزائر، وينقسم بحسب التعديل الدستوري لسنة 1996 إلى غرفتين: المجلس الشعبي الوطني و مجلس الأمة، ويضم المجلس الشعبي الوطني 462 مقعدا. ومقياس التمثيل المعتمد في المجلس الشعبي الوطني هو مقعد واحد لكل 80 ألف نسمة يضاف إليه مقعد واحد لكل شريحة متبقية يزيد عددها على 40 ألف نسمة. ولا يمكن أن يقل عدد المقاعد عن أربعة في الولايات التي لم يبلغ عدد سكانها 350 ألف نسمة.
يتكون البرلمان الجزائري من غرفتين:
- الغرفة العليا مجلس الأمة بقيادة صالح قوجيل (المجلس الأعلى التشريعي).
- الغرفة السفلى المجلس الشعبي الوطني بقيادة إبراهيم بوغالي (مجلس النواب).